# Лукьянцево (Вологодская область)
Лукьянцево — деревня в Устюженском районе Вологодской области.
Входит в состав Никифоровского сельского поселения (с 1 января 2006 года по 9 апреля 2009 года входила в Подольское сельское поселение), с точки зрения административно-территориального деления — в Подольский сельсовет.
Расстояние до районного центра Устюжны по автодороге — 19 км, до центра муниципального образования посёлка Даниловское по прямой — 6 км. Ближайшие населённые пункты — Алексеево, Демцыно, Ременниково.
Население по данным переписи 2002 года — 60 человек (30 мужчин, 30 женщин). Преобладающая национальность — русские (93 %).